# Christian Christensen (pisarz)

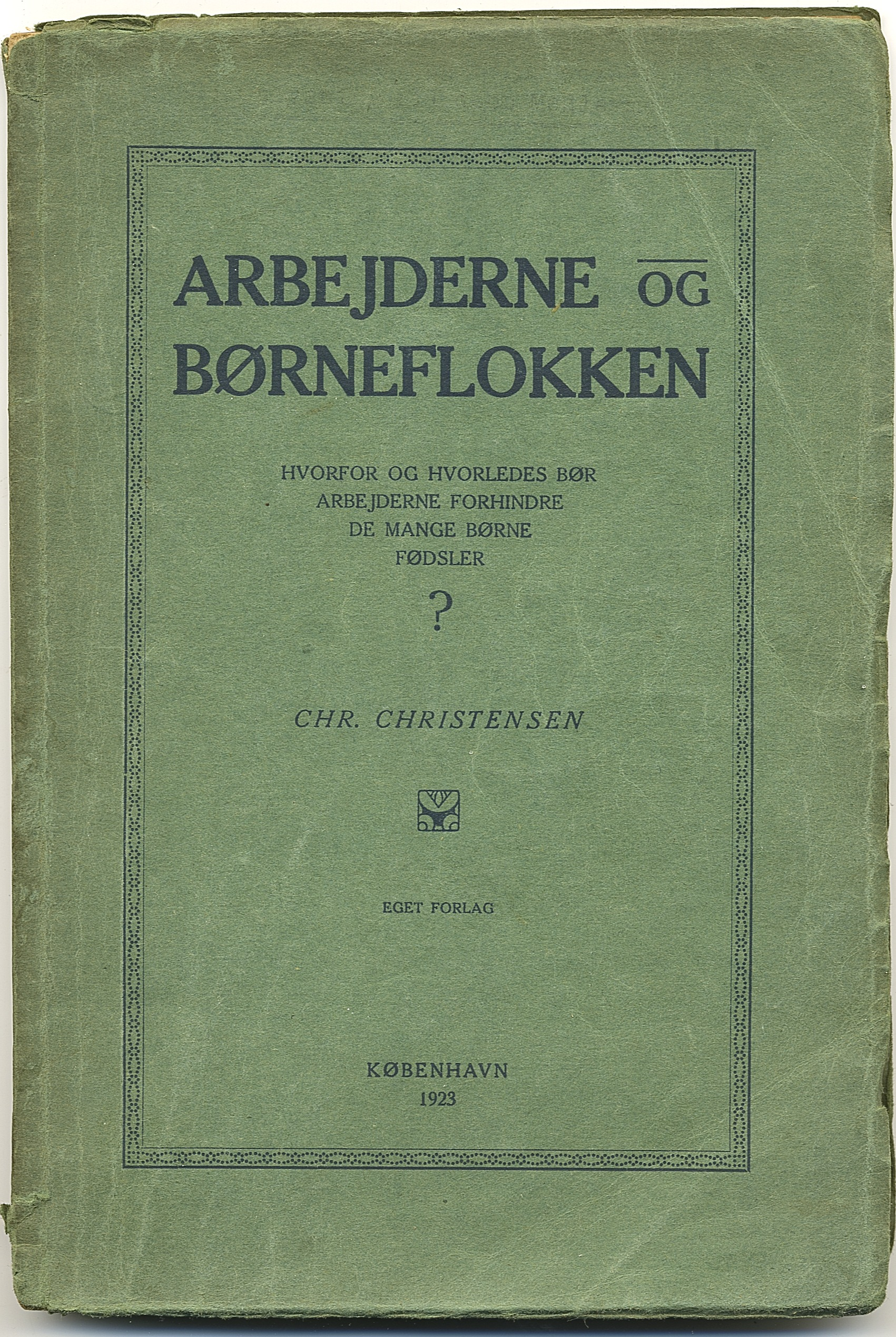
Wydana w 1910 roku książka Christensena Arbejderne og Børneflokken.

Christian Eli Christensen (ur. 12 stycznia 1882 w Bandholm, zm. 10 czerwca 1960 w Blovstrød) – duński pisarz i syndykalista rewolucyjny.

## Życiorys
Urodził się na wyspie Lolland, ale już w wieku 5 lat przeniósł się wraz z rodzicami do Kopenhagi, gdzie dorastał. W wieku 18 lat dołączył do Socjaldemokratycznej Młodzieży Danii, ale w 1906 roku zrezygnował z członkostwa w niej. Dwa lata później przyłączył się do nowo utworzonej organizacji syndykalistów, Syndikalistisk Forbund, a w 1910 został członkiem rewolucyjnego związku zawodowego Fagoppositionens Sammenslutning. W latach 1911–1921 był redaktorem naczelnym pisma „Solidaritet”, w międzyczasie odsiadując również wyrok po I wojnie światowej w latach 1918-1920 za podżeganie do buntu przeciwko państwu oraz zajęcie czołowej roli w Szturmie na Børsen (duń. Stormen på Børsen). W 1921 Christensen wstąpił do Komunistycznej Partii Danii i objął stanowisko redaktora naczelnego partyjnego czasopisma „Arbejderbladet”, które piastował do 1922; nie przepadał jednak za kierownictwem partii. W 1923 przeprowadził się do Silkeborg, gdzie poznał młodego artystę Asgera Jorna, który wywarł na nim wrażenie na całe życie. Ostatecznie w 1936 zerwał z partią w ramach protestu przeciwko I procesowi moskiewskiemu. W późniejszym czasie próbował ożywić ruch syndykalistyczny, jednak bez powodzenia.
Działalność pisarską rozpoczął w 1910, wydając książkę Arbejderne og Børneflokken, propagującą wyzwolenie seksualne oraz antykoncepcję i będącą jedną z pierwszych publikacji na ten temat w Danii. Szczególną rozpoznawalność przyniosły mu jednak wspomnienia, które spisał krótko przed swoją śmiercią: wydane w 1961 En rabarberdreng vokser op i wydane rok później Bondeknold og rabarberdreng; redakcji i publikacji podjął się jego przyjaciel i towarzysz z ruchu syndykalistycznego, Halfdan Rasmussen. W książkach opisywał on swoje dorastanie w dzielnicy Rabarber w pobliżu współczesnej ulicy Rantzaus w dystrykcie Nørrebro w Kopenhadze.
Z inicjatywy Jorna w 1963 w „De små fisk” w Sejs-Svejbæk wmurowano kamień pamiątkowy na cześć Christensena. Został pochowany na cmentarzu w Blovstrød.